# Botrychium biternatum
Botrychium biternatum är en låsbräkenväxtart som först beskrevs av Paul Amédée Ludovic Savatier, och fick sitt nu gällande namn av Underw. Botrychium biternatum ingår i släktet låsbräknar, och familjen låsbräkenväxter. Inga underarter finns listade i Catalogue of Life.